# Битва в протоці Солент (1545)
Битва у протоці Солент — морська битва між французьким і англійським флотом, що відбулась 18—19 липня 1545 року під час протистояння французького короля Франциска I з англійським королем Генріхом VIII у ході Італійських воєн біля південного узбережжя Англії у протоці Солент, що відділяє острів Вайт від графства Гемпшир. У ході битви затонула карака «Mary Rose» — другий за розміром корабель англійського флоту після караки «Henry Grace à Dieu», яка також брала участь у цій битві.

## Історія
Король Франції Франциск І вирішив висадити десант у Англії, для чого зібрав до 200 кораблів і 30 000 солдат. Їм протистояло близько 80 кораблів і 12 000 солдат. Перед виходом флагман «Carraquon» згорів 6 липня 1545 на якірній стоянці на Сені. Адмірал Клод д'Аннебо переніс свій прапор на «La Maistresse», який сів на мілину при відплитті флоту. Після ремонту флагмана французькі кораблі перетнули Ла-Манш і увійшли до протоки Солент, висадивши десант на острів Вайт і узбережжя Сассексу. Острів повинен був стати плацдармом для подальшого захоплення Англії. У битві біля Бончурч на острові Вайт французи зійшлись з місцевою міліцією (ополченням).

Французький флот патрулював протоку Ла-Манш. 18 липня французи помітили англійський флот, що виходив у море біля Портсмуту. Кораблі розпочали взаємний обстріл з гармат на великій відстані, завдаючи незначних пошкоджень. Через раніше отримані пошкодження французький флагман «La Maistresse» ледь тримався на воді, через що Клод д'Аннебо перейшов на інший корабель. Вночі проти 19 липня король Генріх VIII пообідав на палубі каракі «Henry Grace à Dieu» — флагмані лорда-адмірала Джона Дадлі, графа Воріка. Наступного дня англійські кораблі знерухомив штиль і їх активно атакували французькі галери, зосередившись на флагманах «Henry Grace à Dieu» і «Mary Rose». Такий не надто активний бій тривав до вечора, поки не повіяв вечірній бриз. У цей час «Mary Rose» перевернулась на правий борт і швидко затонула з віце-адміралом Джорджем Кер'ю та екіпажем (з 500 моряків врятувалось 35). Цим битва і завершилась без явного переможця. Англійці відійшли до Портсмуту. Французи їх не переслідували, здійснюючи невеликі операції вздовж узбережжя. Наземна операція також не приносила явного успіху і у серпні французи забрали десант і повернулись до своїх портів.

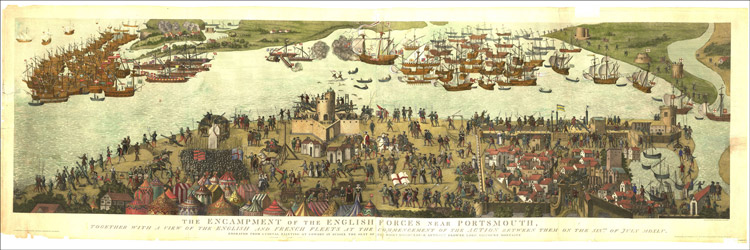
Битва в протоці Солент. По центру «Mary Rose». Худ. Джеймс Бейсір. 1778

За однією версією «Mary Rose» пошкодили галери і з першими подмухами сильнішого вітру вона затонула через отримані пошкодження, значне перевантаження гарматами і солдатами майже у повному обладунку. За іншою версією для стрільби по галерах відкрили нижні гарматні порти. Недосвідчений адмірал спробував надто круто розвернути «Mary Rose» і від сильного пориву бічного вітру вона сильно нахилилась на правий борт, зачерпнула воду через відкриті артилерійські порти та затонула. Це відбулось на очах Генріха VIII, який визнав винуватцями катастрофи корабелів, що будували «Mary Rose» в 1510 році, і 20 липня наказав їх повісити.